# فهرست بزرگ‌ترین شرکت‌های کشتی‌سازی
فهرست بزرگترین شرکت‌های کشتی‌سازی (انگلیسی: List of the largest shipbuilding companies) بزرگترین شرکت‌ها در حوزه مهندسی، طراحی و ساخت انواع کشتی و شناور را شامل می‌شود.
| رتبه | نام شرکت                     | صنعت        | درآمد ۲۰۱۰ (میلیون دلار) | درآمد ۲۰۰۹ (میلیون دلار) | درآمد ۲۰۰۸ (میلیون دلار) | دفتر مرکزی          | تأسیس | کارکنان (هزار) | مدیرعامل       |
| ---- | ---------------------------- | ----------- | ------------------------ | ------------------------ | ------------------------ | ------------------- | ----- | -------------- | -------------- |
| ۱    | صنایع سنگین میتسوبیشی        | شرکت خوشه‌ای |                          |                          | $۴۱٬۸۷۰                  | توکیو، ژاپن         | ۱۹۳۴  | ۶۳.۵ (۲۰۱۱)    | کازااو ساکاندا |
| ۲    | صنایع سنگین هیوندای          | کشتی‌سازی    | $۱۹٬۶۷۰                  |                          |                          | اولسان، کره جنوبی   | ۱۹۷۲  | ۲۶٫۰ (۲۰۱۱)    | لی-جای-سئونگ   |
| ۳    | اس‌تی‌ایکس                     | کشتی‌سازی    | $۱۳٬۴۰۰                  |                          |                          | جین‌هاا، کره جنوبی   | ۱۹۶۲  |                | کانگ دوک-سو    |
| ۴    | کشتی‌سازی و مهندسی دریایی دوو | کشتی‌سازی    | $۱۱٬۴۰۰                  |                          |                          | سئول، کره جنوبی     | ۱۹۷۸  | ۲۵٫۰ (۲۰۱۰)    | نام سانگ-تائه  |
| ۵    | شرکت صنایع کشتی‌سازی چین      | کشتی‌سازی    | $۱۰٬۳۵۸                  |                          |                          | پکن، جمهوری خلق چین | ۱۹۹۹  |                |                |
| ۶    | صنایع سنگین سامسونگ          | کشتی‌سازی    |                          |                          | $۸٬۴۰۰                   | سئول، کره جنوبی     | ۱۹۷۴  | ۱۲٫۵ (۲۰۰۹)    | کیم جانگ-وان   |
| ۷    | صنایع سنگین سومیتومو         | شرکت خوشه‌ای |                          |                          | $۳٬۸۰۰                   | توکیو، ژاپن         | ۱۸۸۸  | ۱۴٫۸ (2010)    |                |
| ۸    | شرکت کشتی‌سازی دولتی چین      | کشتی‌سازی    |                          |                          |                          | پکن، جمهوری خلق چین | ۱۹۹۹  |                |                |
| ۹    | صنایع سنگین هانجین           | کشتی‌سازی    |                          |                          |                          | بوسان، کره جنوبی    | ۱۹۳۷  |                |                |
| ۱۰   | صنایع سنگین هیوندای سامهو    | کشتی‌سازی    |                          |                          |                          | سئول، کره جنوبی     | ۱۹۹۸  |                | اوه بیونگ-ووک  |